# C-SPAN
Cable-Satellite Public Affairs Network (C-SPAN) — американская сеть кабельного и спутникового телевидения, которая была создана в 1979 году отраслью кабельного телевидения в качестве некоммерческой общественной службы. Транслирует материалы федерального правительства США, а также другие программы по связям с общественностью. Сеть C-SPAN включает в себя телевизионные каналы C-SPAN (фокусируется на Палате представителей США), C-SPAN2 (фокусируется на Сенате США) и C-SPAN3 (транслируются другие правительственные слушания и связанные с ними программы), радиостанция WCSP-FM (другое название — C-SPAN Radio) и группа веб-сайтов, которые предоставляют потоковое мультимедиа и архивы программ C-SPAN. Телевизионные каналы C-SPAN доступны приблизительно 100 миллионам кабельных и спутниковых домохозяйств в Соединённых Штатах, в то время как радиостанция WCSP-FM транслируется по FM-радио в Вашингтоне (округ Колумбия) и доступна по всей территории США через Sirius XM через потоковую передачу через Интернет и во всём мире через приложения для iOS и Android устройства.
Сеть транслирует политические события в США, в частности прямые трансляции заседаний Конгресса США, а также отдельные заседания канадского, австралийского и британского парламентов (включая еженедельные вопросы британскому премьер-министру) и другие крупные события по всему миру. Его освещение политических событий не модерируется, предоставляя аудитории нефильтрованную информацию о политике и действиях правительства. Также транслируются программы, посвящённые истории и научно-популярным книгам, интервью с известными людьми, связанными с политикой. C-SPAN является частной некоммерческой организацией, финансируемой своими кабельными и спутниковыми филиалами, и не показывает рекламы ни в одной из своих сетей, радиостанций или веб-сайтов, а также не запрашивает пожертвования. Сеть работает независимо, и ни кабельная индустрия, ни Конгресс не контролируют её контент.
В 2010 году C-SPAN был удостоен премии Пибоди «за создание долговременного архива истории американской политики и за предоставление его в качестве бесплатной и удобной государственной службы».

## Организация и деятельность

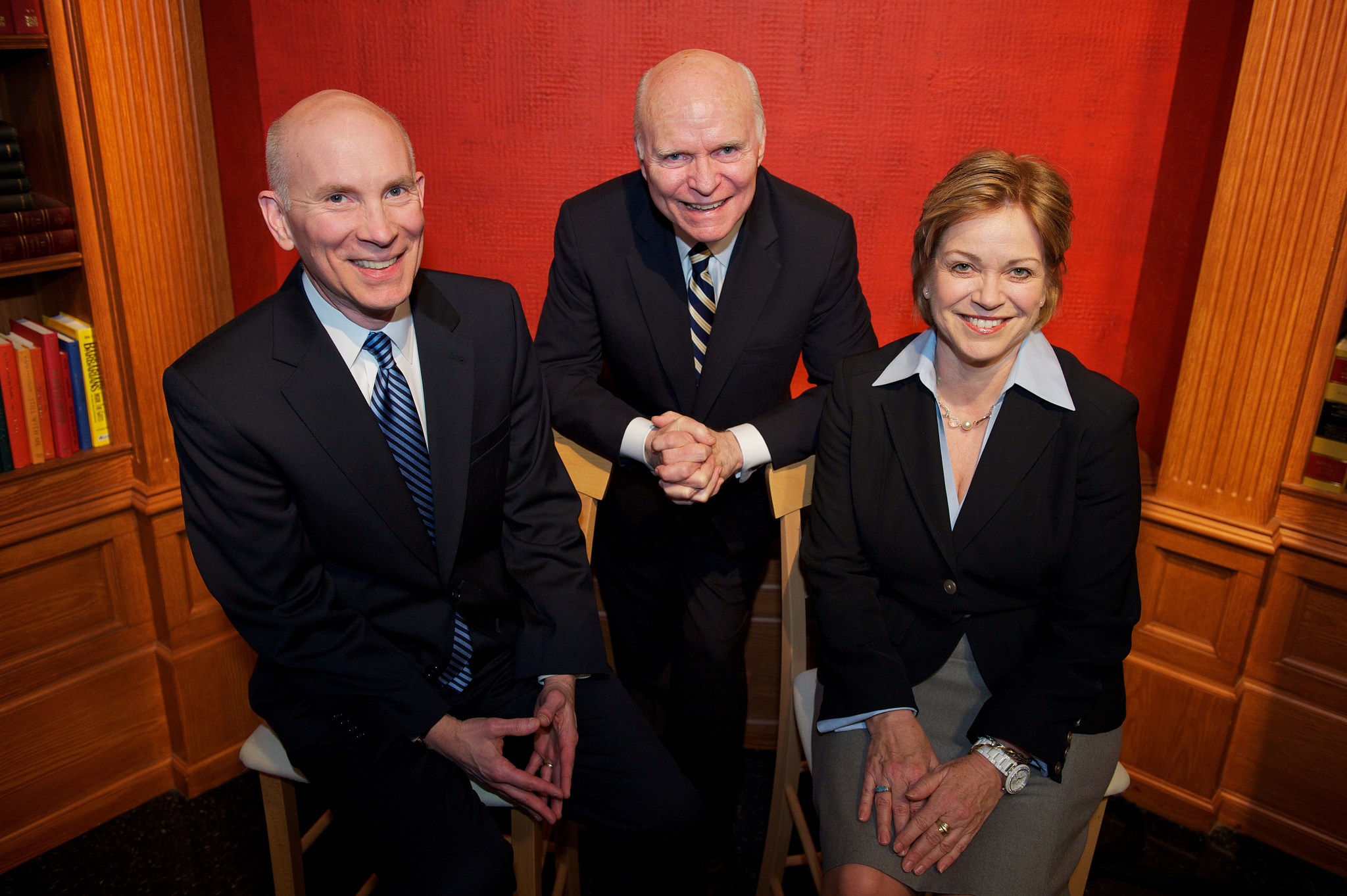
Основатель C-SPAN Брайан Лэмб в 2012 году в окружении директоров Роба Кеннеди и Сьюзен Суэйн

C-SPAN управляется некоммерческой организацией National Cable Satellite Corporation, в совет директоров которой входят в основном представители крупнейших кабельных компаний страны. Первыми руководителями C-SPAN были Боб Розенкранс, Джон Сейман, Эд Аллен и Джин Шнайдер. C-SPAN не продаёт рекламу и не собирает пожертвования в эфире; вместо этого сеть получает почти всё своё финансирование от абонентской платы, взимаемой с операторов кабельного и спутникового вещания. По состоянию на 2012 год C-SPAN получил 6 ¢ от суммы абонентской платы за каждого абонента, обеспечив годовой бюджет в $60 млн Поскольку сеть является независимой организацией, ни кабельная индустрия, ни Конгресс не контролируют содержание её программ..
По состоянию на январь 2013 года сеть насчитывала 282 сотрудника. C-SPAN возглавляют содиректора Роб Кеннеди и Сьюзен Суэйн. Основатель и бывший генеральный директор Брайан Лэмб является исполнительным председателем совета директоров. Большинство сотрудников C-SPAN базируются в штаб-квартире, расположенной на Капитолийском холме в Вашингтоне (округ Колумбия), однако в 2003 году были открыты телевизионные студии в Нью-Йорке и Денвере (штат Колорадо). Эти студии используют цифровое оборудование, которым можно управлять из Вашингтона.
C-SPAN также ведёт архивы в Уэст-Лафейетте (штат Индиана), в исследовательском парке Пердью под руководством доктора Роберта Браунинга.

## Другие службы

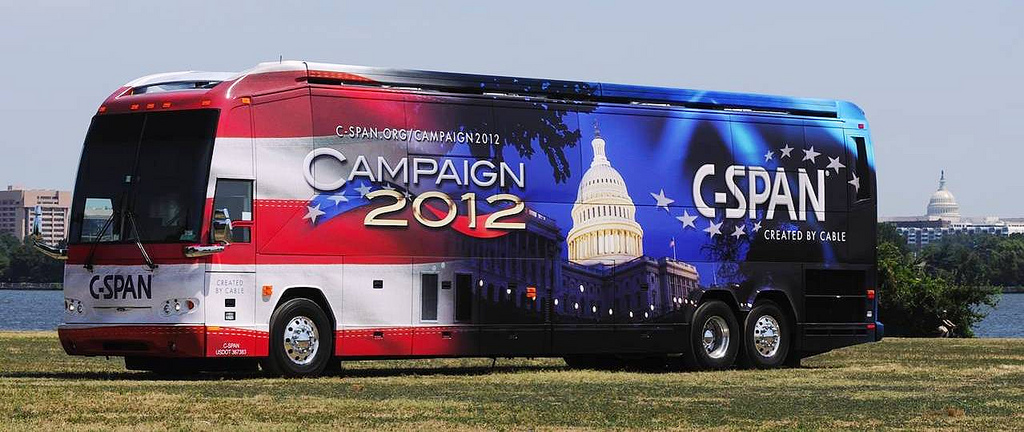
Цифровой автобус C-SPAN, который путешествует по США и знакомит общественность с ресурсами C-SPAN

C-SPAN предлагает ряд общественных услуг, связанных с программированием сети по связям с общественностью. Бесплатная служба для учителей C-SPAN Classroom была запущена в июле 1987 года и предлагает помощь в использовании ресурсов C-SPAN для школьных занятий и исследований. Школьный автобус C-SPAN (англ. C-SPAN School Bus), представленный в ноябре 1993 года, путешествовал по США, рассказывая общественности о правительстве и политике, используя ресурсы C-SPAN, и служил мобильной телестудией. Автобус также делал видеосъёмку мест, которые он посетил. Второй автобус был представлен в 1996 году. Оба автобуса были списаны в 2010 году, взамен общественности был представлен Цифровой автобус C-SPAN (англ. C-SPAN Digital Bus), которая познакомил публику с усовершенствованными цифровыми продуктами сети. C-SPAN также оборудовала шесть транспортных средств с местным контентом, чтобы путешествовать по стране и записывать уникальные политические и исторические истории, причём каждое транспортное средство содержит производственные и сетевые технологии для создания контента на месте.
C-SPAN опубликовал десять книг по своим программам; они содержат оригинальные материалы и текст, взятый из стенограмм интервью. Первая книга, C-SPAN: America's Town Hall, была опубликована в 1988 году. Другие книги C-SPAN включают: Gavel to Gavel: A C-SPAN Guide to Congress; путеводитель по могилам президентов США Who's Buried in Grant's Tomb?; сборник эссе Abraham Lincoln - Great American Historians On Our Sixteenth President, основанный на интервью C-SPAN с американскими историками; The Supreme Court, в которую вошли биографии и интервью с бывшими членами Верховного суда вместе с комментариями экспертов по правовым вопросам. На основе бывшей программы Booknotes было подготовлено пять книг: Booknotes: Life Stories; Booknotes: On American Character; Booknotes: Stories from American History; Booknotes: America's Finest Authors on Reading, Writing and the Power of Ideas, сборник коротких монологов, взятых из стенограмм интервью Лэмба; и сопутствующая книга к серии о передач Токвиле, Traveling Tocqueville's America: A Tour Book.

## Общественное мнение и мнение СМИ
Опрос зрителей, проведённый C-SPAN в 2009 году, показал, что наиболее ценным атрибутом сети считается сбалансированное программирование. Респонденты опроса были смешанной группой: 31 % назвали себя «либералами», в то время как 28 % назвали себя «консерваторами», и опрос показал, что зрители C-SPAN представляют собой равную смесь мужчин и женщин всех возрастных групп.
Характер общественной службы C-SPAN получил высокую оценку за вклад в национальное знание. В 1987 году Эндрю Розенталь написал для The New York Times о влиянии C-SPAN на выборы, утверждая, что «сплошное освещение» C-SPAN расширило тележурналистику «на области, которые когда-то были закрыты для всеобщего обозрения». Сеть заслужила положительные отзывы в СМИ за обеспечение общественного доступа к слушаниям, таким как слушания в Сенате по делу Goldman Sachs и Саммит по здравоохранению в США в 2010 году, в то время как её ежедневное программирование было признано предоставлением СМИ и широкой общественности доступа к знанию политических процессов и политиков США. Способность C-SPAN предоставлять эту услугу без федерального финансирования, рекламы и заманивания зрителей была отмечена местными газетами и новостными онлайн-службами, при этом Daily Beast назвал бюджет в 2009 году C-SPAN в размере $55 млн «поразительным». В статье, посвящённой 25-летию сети, The Washington Post отметила, что программы C-SPAN копируются телевизионными сетями по всему миру, и приписывает этой сети роль поставщика информации о внешней политике для американских зрителей. Согласно The New York Times, миссия C-SPAN по записи официальных мероприятий в Вашингтоне делает её «единственной в своём роде», особенно в отношении создания видеотеки C-SPAN, которая получила широкое освещение в прессе.
Несмотря на заявленную приверженность обеспечению политически сбалансированного программирования, C-SPAN и его шоу, такие как Washington Journal, Booknotes, Q&A и After Words, были обвинены некоторыми либеральными организациями в консервативной предвзятости. В 2005 году организация медиа-критики Fairness and Accuracy in Reporting (FAIR) опубликовала исследование утреннего шоу канала C-SPAN Washington Journal. В своей шестимесячной выборке гостей они определили 32 как «справа от центра» и 19 как «слева от центра»; они также отметили, что цветные люди составляют лишь 15 % списка гостей. Опрос 2007 года, опубликованный аналитическим центром CEPR, показал, что C-SPAN охватывает консервативные аналитические центры больше, чем левоцентристские.